# Catharina Neelissen
Catharina Neelisen est une rameuse néerlandaise née le 4 novembre 1961 à Haarlem. 

## Palmarès
- Jeux olympiques d'été de 1984 à Los Angeles
  -  Médaille de bronze en huit[1].